# Penicillium jugoslavicum
Penicíllium jugoslávicum (лат.) — вид несовершенных грибов (телеоморфная стадия неизвестна), относящийся к роду Пеницилл (Penicillium).

## Описание
Колонии на агаре Чапека достигающие на 14-е сутки диаметра 4 см, бархатистые, в центральной части радиально бороздчатые, обильно спороносящие по всей поверхности в насыщенных сине-зелёных тонах. Экссудат отсутствует. Реверс беловатый. Колонии на CYA бархатистые, на 7-е сутки до 2—2,2 см в диаметре, бархатистые, радиально-морщинистые, обильно спороносящие в серо-зелёных или сине-зелёных тонах. Реверс светло-жёлтых тонов, иногда выделяется светло-жёлтый растворимый пигмент. На агаре с солодовым экстрактом (MEA) колонии на 7-е сутки 2,1—2,5 см в диаметре, плоские, с неправильно-лопастным краем, обильно спороносящие в серо-зелёных тонах, с корковидно растрескивающейся и отпадающей конидиальной массой. Реверс зеленоватый.
При температурах 30 °C и выше рост отсутствует.
Склероциев не образует.
Конидиеносцы короткие, гладкостенные, одноярусные, вздутые на верхушке. Фиалиды в пучках по 5—8, фляговидные, 10—15 × 4—5 мкм. Конидии эллипсоидальные до почти шаровидных, 3—4 × 2,5—3,5 мкм, мелкошероховатые, в длинных переплетающихся цепочках, редко в слабо оформленных колонках.

### Отличия от близких видов
Другие виды секции Sclerotiora отличаются способностью расти при 30 °C, либо более ограниченным ростом, выделением оранжево-коричневого пигмента на CYA и шаровидными спорами (Penicillium arianeae).

## Экология и значение
Достаточно редкий вид, выделенный с семян подсолнечника, с различных пищевых продуктов и из воздуха.

## Таксономия
Вид впервые был выделен с семян подсолнечника в Воеводине в Югославии (отсюда название).
Penicillium jugoslavicum C.Ramírez & Munt.-Cvetk., Mycopathologia 88 (2—3): 65 (1984) ['yugoslavicum'].